# État de l'art
 (août 2013).
Si vous disposez d'ouvrages ou d'articles de référence ou si vous connaissez des sites web de qualité traitant du thème abordé ici, merci de compléter l'article en donnant les références utiles à sa vérifiabilité et en les liant à la section « Notes et références ».
L'état de l'art est l'état des connaissances dans un domaine (scientifique, technique, artistique, médical, etc.) à un instant donné. L'état de l'art est parfois nommé « état de la question » et s'appuie sur la synthèse d'une bibliographie exhaustive d'un sujet, commentée par l'auteur ou l'autrice.
C'est un des objectifs des grandes encyclopédies que de dresser un état de l'art sur les grands sujets culturels, scientifiques et techniques de leur époque, y compris par des illustrations (dont les premières ont été les planches encyclopédiques de Diderot et d'Alembert) décrivant les métiers et les techniques existant à leur époque.
L'expression équivalente anglaise est « state of the art » ; cependant, elle est utilisée dans le langage courant dans le sens de « à la pointe », « ultramoderne », alors que, en français, « état de l’art » fait essentiellement partie du jargon scientifique et technique.

## Dans la recherche scientifique
L'emploi du terme est à relier à celui d'« état des connaissances » dans les domaines de la recherche scientifique ou de la recherche médicale : dans le domaine scientifique il se fait sur la base d'une revue de la littérature.
« Dresser un état de l'art » dans un domaine consiste à rechercher toutes les informations existantes concernant ce domaine et à en faire une synthèse. Cette démarche est préliminaire à tout travail de recherche ou d'application ; elle permet de capitaliser le savoir et des savoir-faire existants, et de ne pas refaire des expériences qui auraient déjà été faites et dont les conclusions ont déjà été validées par des pairs.
Cela est fait par un travail bibliographique et une analyse des publications formelles ou informelles concernant le domaine étudié. Ce travail inclut une analyse des découvertes, inventions et nouveautés, des « mises à jour » dans le domaine concerné, ou à ses marges.
Une thèse de doctorat, par exemple, commence par dresser un état de toutes les recherches déjà faites dans le domaine. Cette recherche bibliographique permet au chercheur de mieux cerner son sujet et de se donner plus de chances de faire de réelles avancées, en évitant de refaire ce qui a déjà été fait, y compris des erreurs expérimentées par d'autres et décrites par la littérature.
Cela peut par exemple concerner les dernières avancées scientifiques, techniques, et économiques.

## Dans l'industrie
L'emploi du terme est à relier à celui de « règles de l'art » en architecture, en ingénierie et dans le bâtiment et les travaux publics.
Dans une entreprise, avoir une bonne connaissance de l'état de l'art passe principalement par la veille technologique. La consultation de revues spécialisées, la fréquentation de colloques et conférences spécialisées ou la formation continue y contribuent.
L'« état de la technique », autre appellation de l'état de l'art, permet de préciser les critères de nouveauté pour un brevet européen : « Une invention est considérée comme nouvelle si elle n'est pas comprise dans l'état de la technique. »
En matière de brevet, « state of the art » est utilisé par les instances officielles dans les textes anglais.
Une défense d'avoir agi conformément aux règles de l'art est valable face à une obligation de moyens, mais ne l'est pas face à une obligation de résultat ou face à une obligation de garantie[pertinence contestée].